# Fermette
Een fermette is een term waarmee in België landelijke woningen (of imitaties ervan) worden aangeduid, gebouwd in een stijl die doet denken aan een traditionele boerderij. In Nederland wordt dit begrip een boerderette genoemd.

## Kenmerken
In een aantal gevallen gaat het om een historische hoeve, opgeknapt met origineel bouwmateriaal. Maar er werden ook fermettes "gecreëerd" met nieuwe materialen en op plaatsen waar zich nooit een hoeve had bevonden. Een typische fermette heeft alleen een gelijkvloerse verdieping en een vliering. De muren bestaan uit naakte bakstenen of zijn gepleisterd en daarna geel of wit geverfd. Er zijn een beperkt aantal kleine, vierkante vensters, onderverdeeld met houten latjes. Ze hebben groen-wit geverfde luiken. Het wolfsdak telt meerdere dakkapellen en is bedekt met stro of rode pannen. Binnenin is er een open haard. In de woonkamers laat men de eiken balken  tegen het plafond zichtbaar.

## Geschiedenis
In de jaren 1950 promootten boerenorganisaties - bijvoorbeeld in de woonrubriek van het ledenblad Bij de Haard van de Belgische Boerinnenbond - de elementen van authentieke hoeven dermate succesvol dat de leden ze begonnen te imiteren. In die zin werkte men de kritiek op de fermette eigenlijk in de hand. De woningen die resulteren uit het advies van de Boerinnenbond worden eveneens gerecenseerd. Men organiseert zelfs opendeurdagen. Ze worden 'voorbeeldwoningen' genoemd. De architecten mogen hun visie toelichten op lokale spreekavonden. Vooral de '100ste' en '150ste' voorbeeldwoning kregen veel weerklank. Dit succes doet de Boerinnenbond in 1962 beslissen een eigen Dienst Wonen op te richten. Later zou de Boerenbond zelfs actief fermettes beginnen bouwen via haar dochteronderneming STABO (aanvankelijk gespecialiseerd in STAllenBOuw). Dit waren zogenaamde sleutel-op-de-deurwoningen. Aan de binnenzijde zijn ze voorzien van elk modern comfort. 
De fermette reflecteert de maatschappelijke idealisering van het platteland na de Tweede Wereldoorlog, met een zweem van nostalgie. Ze gaat hand in hand met het fenomeen van stadsvlucht. De fermette wordt niet bewoond door landbouwers, maar door stedelingen. In architectuurkritiek wordt de term in denigrerende zin gehanteerd als voorbeeld van 'foute' catalogusbouw. Onder makelaars, heeft de term een neutrale tot positieve bijklank.